# Baudouin Ier de Flandre
Pour les articles homonymes, voir Baudouin Ier et Bras de Fer (homonymie).
Baudouin Ier, dit Bras de Fer ou aussi le Bon (Laon ? – † 879 à Arras (Atrecht) et enterré à l'abbaye Saint-Bertin), fut marquis ou comte en Flandre de 863 à 879. D’après la tradition, Baudouin serait le fils du forestier appelé Odacre (Odoacre, Audacer, Odoscer), lui-même dit traditionnellement fils d'Ingelram (Enguerrand). Il succède à son père comme forestier à sa mort (837), et s’illustre comme redoutable guerrier, ce qui lui vaut son surnom.

## Biographie
Son action est assez mal connue. Il participe notamment à la bataille de Fontenoy-en-Puisaye en 841, dans le camp de l’empereur Lothaire lequel est vaincu par ses frères Louis le Germanique et Charles le Chauve. Comte dans le Pagus Flandrensis, il lutte activement contre les Normands, qui depuis 810 dévastent les régions dont il est responsable. On le dit de haute stature, de teint brunet, de corps membru et nerveux, agile et bien à cheval. Une tradition fait de lui, jeune, le vainqueur d'un combat l'opposant à un ours ; cet exploit l'aurait fait remarquer par le roi Charles le Chauve.

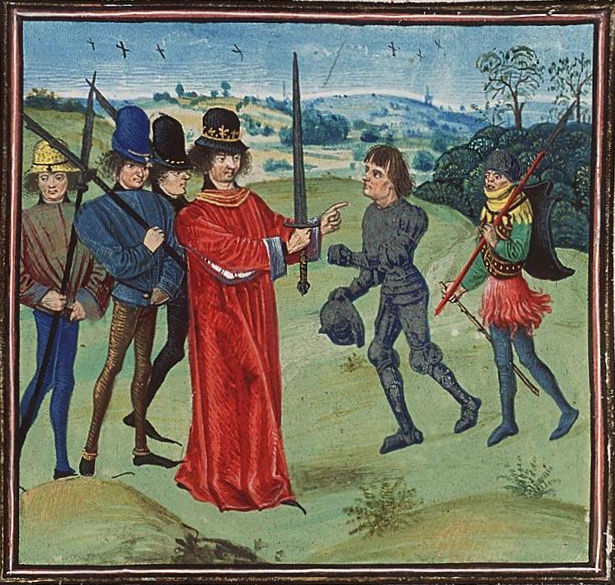
L'investiture de Baudouin Bras de Fer, Ier comte de Flandre, par Charles le Chauve.

Lors d’un séjour à la cour royale à Senlis en 862, Baudouin, noble Franc, enlève la princesse Judith (v. 843 - †870), fille du roi Charles le Chauve et d'Ermentrude d'Orléans. Judith n'a pas encore vingt ans mais elle est déjà la veuve de deux rois de Wessex, Æthelwulf († 858) et le fils de ce dernier Æthelbald († 860). Afin de commettre le rapt, Baudouin s'est assuré de l'aide du frère de Judith, le prince Louis, le futur Louis le Bègue. Amour ou calcul politique ? Toujours est-il que Judith semble l’avoir suivi de son plein gré, sous un déguisement. Baudouin l’épouse secrètement à Harelbeke, puis le couple, effrayé des conséquences de son acte, se réfugie auprès de Louis II le Jeune, tandis que le Bègue se met en sécurité en Bretagne (?). L’excommunication est prononcée par une assemblée d’évêques réunie à Soissons. Baudouin et Judith gagnent alors Rome et plaident leur cause auprès du pape Nicolas Ier. Le pontife intercède longuement auprès du roi de Francie occidentale, qui finalement se laisse convaincre et confirme Baudouin dans la défense septentrionale du royaume. Le mariage est solennellement ratifié à Auxerre, selon les sources en 862 ou 863,, en l’absence toutefois du roi. Charles le Chauve attribue de plus au forestier la marche de Flandre en bénéfice dotal. Cet épisode est à l'origine d'une légende d'Artois, appuyée par les chroniques de l'abbaye du mont Saint-Éloi, qui attribue à Baudouin la présence de deux mégalithes nommés les Pierres Jumelles ou Les Pierres d'Acq sur le hameau d'Écoivres à proximité d'Arras.

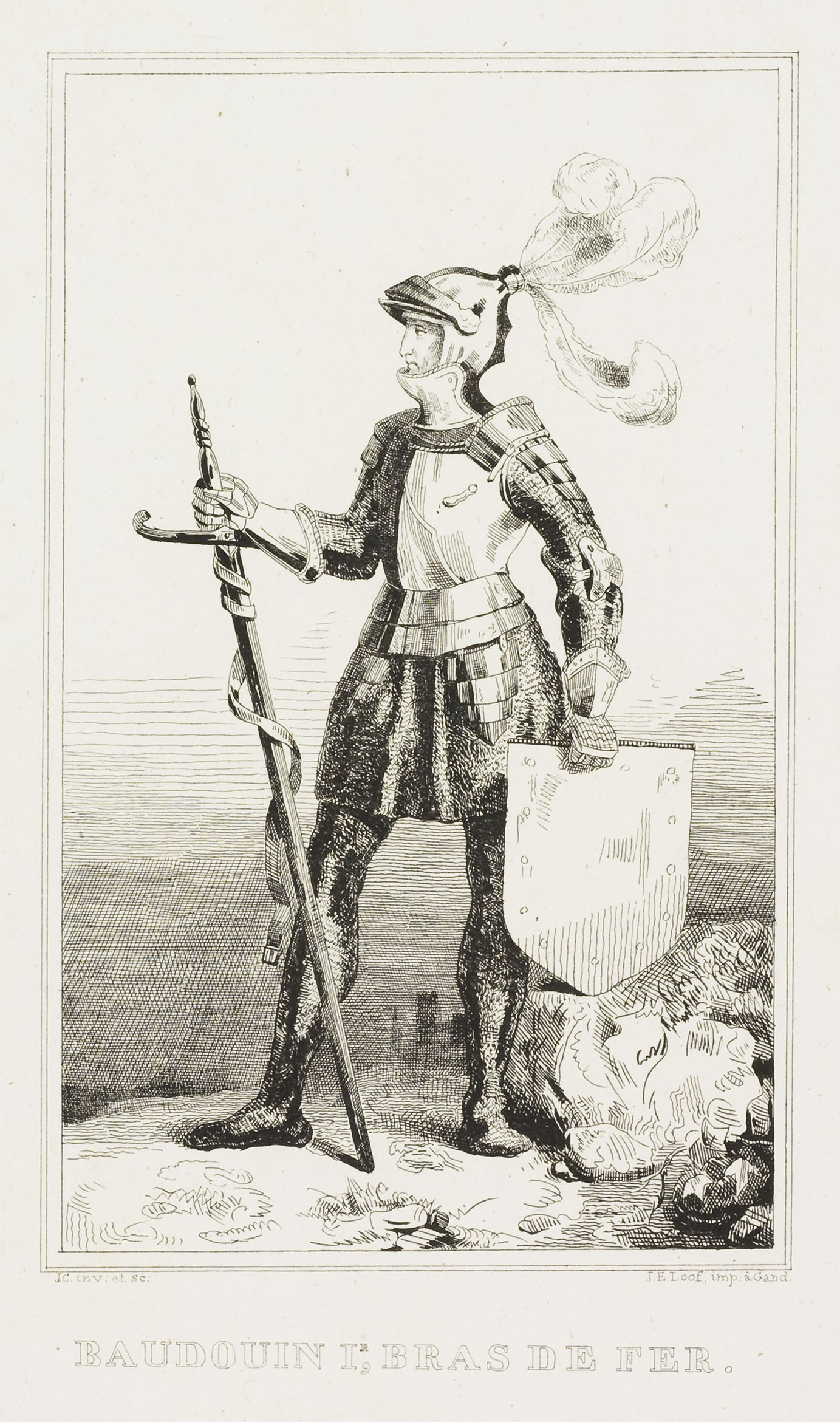
Baudouin Bras de Fer

Baudouin Bras de Fer est en fait le dernier comte fonctionnaire de Belgique Seconde. Vers 877 (mort de Charles le Chauve), la charge devient héréditaire, dans la maison de Baudouin. La Flandre entre dans l'ère féodale.
Avant sa mort, Baudouin Ier fortifie Arras, Gand et Bruges, sa capitale, où il fonde, selon la légende, l’église Saint-Donat, à l’emplacement d’une ancienne chapelle dédiée à la Vierge. Le corps du saint éponyme, huitième évêque de Reims, y est transféré. En 870, le marquis fait également bâtir un couvent de bénédictines à Furnes, qui reçoit les reliques de sainte Walburge.
Baudouin Ier meurt en 879 à Sithiu (future Saint-Omer), alors qu’il a pris l’habit monacal à l’abbaye Saint-Bertin. Il est enterré dans cette abbaye, son cœur et ses entrailles étant portés en l'église Saint-Pierre à Gand.

## Descendance
Trois fils et une fille naîtront du mariage avec la carolingienne Judith, fille aînée de Charles II le Chauve (823-877), précédente épouse des rois du Wessex, Æthelwulf et Æthelbald :
- Charles (v. 864/865 - 876) ;
- Baudouin II dit le Chauve, deuxième comte de Flandre (v. 865/867 - †918) ;
- Raoul (v. 867 - † 17 juin 896), comte de Cambrai, tué par Herbert Ier de Vermandois[13] ;
- Gunédilde de Flandre (en français ; Winidilde en flamand), qui épouse probablement Guifred le Velu.

## Sources et bibliographie
- Héricourt, Achmet de Servin (comte d') : Bauduin de Fer comte de Flandre et les pierres d'Acq, Arras : [s.n.], 1861. Disponible sur LillOnum.
- Edward Le Glay, Histoire des comtes de Flandre jusqu'à l'avènement de la Maison de Bourgogne, Paris, Comptoir des Imprimeurs-unis, 1843.
- Georges-Henri Dumont, Histoire de la Belgique, Bruxelles, Le Cri éd, 1997, 3 vol (ISBN 978-2-87106-182-3).
- Cécile Douxchamps et José Douxchamps, Nos dynastes médiévaux : comtes de Flandre, ducs de Brabant, comtes de Hainaut, comtes de Looz, comtes de Namur, ducs de Limbourg, comtes de Chiny, ducs de Luxembourg, Wépion, Douxchamps, 1996, 200 p. (ISBN 978-2-9600078-1-7).
- Desmulliez Janine et Milis Ludo : Histoire des provinces françaises du Nord (dir. Alain Lottin), tome 1 De la Préhistoire à l'an Mil, Westhoek Éditions des Beffrois, 1988  (ISBN 2-903077-71-1).